# Jacinto
Jacinto är en kommun i Brasilien.   Den ligger i delstaten Minas Gerais, i den östra delen av landet, 800 km öster om huvudstaden Brasília. Antalet invånare är 12 134.
Omgivningarna runt Jacinto är huvudsakligen savann. Runt Jacinto är det glesbefolkat, med 9 invånare per kvadratkilometer.